# Campionato Primavera 2020-2021 (calcio femminile)
L'edizione 2020-2021 è stata la ventiduesima nella storia del Campionato Primavera femminile, e la terza a essere organizzata direttamente dalla FIGC. Vi hanno preso parte le 26 squadre che hanno acquisito il titolo sportivo a partecipare ai campionati di Serie A 2020-2021 e Serie B 2020-2021, ad eccezione del Milan e del Pontedera che hanno presentato istanza di rinuncia. La Roma, squadra campione in carica, si è confermata battendo in finale per il secondo anno consecutivo la Juventus.

## Formula
Il Campionato Primavera si articola in tre fasi:
- Gironi eliminatori (gare di sola andata)
- Quarti di finale (gare di andata e ritorno)
- Fase finale a 4 (semifinali, finali 3º/4º e 1º/2º posto in gara unica).

Le 24 squadre iscritte ed appartenenti ai campionati di Serie A e Serie B sono suddivise, con criteri di vicinanza geografica, in due gironi da 12 squadre ciascuno e si incontrano tra loro in gare di sola andata. Al termine della prima fase del campionato, si qualificano ai quarti di finale le prime quattro squadre classificate di ciascun girone.

Le otto squadre qualificate ai Quarti di Finale si incontreranno tra loro, in gare di andata e ritorno, secondo gli accoppiamenti di seguito indicati:

Quarto di finale (Q1) 4a girone B - 1a girone A

Quarto di finale (Q2) 4a girone A - 1a girone B

Quarto di finale (Q3) 3a girone B - 2a girone A

Quarto di finale (Q4) 3a girone A - 2a girone B

Al termine dei quarti di finale, si disputerà la fase finale a 4, con le semifinale e la finale per il primo e secondo posto che si disputeranno in gara unica su campo neutro.

Le gare dei gironi eliminatori e dei quarti di finale avranno inizio la domenica alle ore 15:00 e verranno disputate secondo il calendario pubblicato con apposito comunicato ufficiale.

### Limiti di età
Le squadre partecipanti al Campionato Primavera dovranno essere esclusivamente formate da calciatrici nate dal 1º gennaio 2002 in poi, e che, comunque abbiano compiuto il 14º anno di età, regolarmente tesserate per le rispettive società nella stagione in corso. È consentito l’impiego di tre atlete fuori quota, nate dal 1º gennaio 2001. L’inosservanza delle predette disposizioni sarà punita con la sanzione della perdita della gara prevista dall’art. 17, comma 5 del Codice di Giustizia Sportiva. In deroga a quanto previsto dall'art. 34, comma 1, delle N.O.I.F., le società partecipanti con più squadre a campionati diversi possono schierare in campo, nelle gare di campionato di categoria inferiore, le calciatrici indipendentemente dal numero delle gare eventualmente disputate dalle stesse nella squadra che partecipa al campionato di categoria superiore.

### Avvenimenti
Il 29 ottobre 2020, in seguito all'aggravarsi della situazione sanitaria determinata dalla pandemia di COVID-19, è stata stabilita la sospensione del Campionato Primavera fino al 24 novembre 2020, poi prolungata fino al 24 gennaio 2021. Il 26 gennaio 2021 la Divisione Calcio Femminile della FIGC ha stabilito la ripresa a partire dal 31 gennaio 2021, ma le squadre si sarebbero incontrate tra di loro una volta soltanto, per un totale di 11 gare a squadra; la fase finale sarebbe rimasta invariata.

## Fase a gironi

### Girone A

#### Squadre partecipanti
| Club            | Città                            |
| --------------- | -------------------------------- |
| Brescia         | Brescia                          |
| ChievoVerona FM | San Zeno di Mozzecane (VR)       |
| Cittadella      | Cittadella (PD)                  |
| Inter           | Milano                           |
| Juventus        | Torino                           |
| Orobica         | Bergamo                          |
| Riozzese Como   | Como                             |
| San Marino      | Città di San Marino (San Marino) |
| Sassuolo        | Sassuolo (MO)                    |
| Tavagnacco      | Tavagnacco (UD)                  |
| Verona          | Verona                           |
| Vicenza         | Vicenza                          |

#### Classifica finale
|  | Pos. | Squadra         | Pt | G  | V  | N | P | GF | GS | DR  |
|  | ---- | --------------- | -- | -- | -- | - | - | -- | -- | --- |
|  | 1.   | Juventus        | 31 | 11 | 10 | 1 | 0 | 74 | 7  | +67 |
|  | 2.   | Inter           | 28 | 11 | 9  | 1 | 1 | 64 | 13 | +51 |
|  | 3.   | Verona          | 25 | 11 | 8  | 1 | 2 | 40 | 18 | +22 |
|  | 4.   | Sassuolo        | 22 | 11 | 7  | 1 | 3 | 49 | 27 | +22 |
|  | 5.   | Cittadella      | 22 | 11 | 7  | 1 | 3 | 39 | 23 | +16 |
|  | 6.   | Brescia         | 15 | 11 | 5  | 0 | 6 | 17 | 25 | -8  |
|  | 7.   | San Marino      | 14 | 11 | 4  | 2 | 5 | 19 | 24 | -5  |
|  | 8.   | Tavagnacco      | 10 | 11 | 3  | 1 | 7 | 8  | 37 | -29 |
|  | 9.   | Riozzese Como   | 8  | 11 | 2  | 2 | 7 | 12 | 25 | -13 |
|  | 10.  | Orobica         | 7  | 11 | 2  | 1 | 8 | 17 | 46 | -29 |
|  | 11.  | Vicenza         | 6  | 11 | 2  | 0 | 9 | 11 | 66 | -55 |
|  | 12.  | ChievoVerona FM | 4  | 11 | 1  | 1 | 9 | 6  | 45 | -39 |

Legenda:

      Ammessa alla fase finale.
Note:

Tre punti a vittoria, uno a pareggio, zero a sconfitta.

#### Risultati
|                 | Bre  | Chi  | Cit  | Int  | Juv  | Oro  | RiC  | San  | Sas  | Tav  | Ver  | Vic  |
| --------------- | ---- | ---- | ---- | ---- | ---- | ---- | ---- | ---- | ---- | ---- | ---- | ---- |
| Brescia         | –––– | 2-0  | 1-5  | 0-5  | 0-3  |      |      | 2-1  |      | 4-0  |      | 4-2  |
| ChievoVerona FM |      | –––– | 1-2  |      |      | 2-1  | 0-2  |      | 1-5  | 0-1  | 0-0  |      |
| Cittadella      |      |      | –––– |      | 1-6  | 7-3  | 6-0  |      |      |      | 2-3  | 5-1  |
| Inter           |      | 12-0 | 5-2  | –––– | 3-3  |      | 5-0  | 9-0  |      |      |      |      |
| Juventus        |      | 13-0 |      |      | –––– |      | 3-0  | 6-0  |      |      |      | 12-2 |
| Orobica         | 1-0  |      |      | 2-6  | 0-8  | –––– |      |      | 3-7  | 4-1  | 1-7  |      |
| Riozzese Como   | 1-2  |      |      |      |      | 2-2  | –––– |      | 0-1  | 0-2  | 0-1  | 5-1  |
| San Marino      |      | 4-0  | 0-1  |      |      | 4-0  | 2-2  | –––– | 0-1  |      |      |      |
| Sassuolo        | 3-1  |      | 3-3  | 3-5  | 1-8  |      |      |      | –––– |      | 0-5  | 18-0 |
| Tavagnacco      |      |      | 0-5  | 0-6  | 0-4  |      |      | 1-1  | 1-7  | –––– |      |      |
| Verona          | 4-1  |      |      | 3-2  | 0-8  |      |      | 2-4  |      | 6-0  | –––– | 9-0  |
| Vicenza         |      | 3-2  |      | 0-6  |      | 2-0  |      | 0-3  |      | 0-2  |      | –––– |

### Girone B

#### Squadre partecipanti
| Club            | Città                       |
| --------------- | --------------------------- |
| Cesena          | Savignano sul Rubicone (FC) |
| Empoli          | Empoli (FI)                 |
| Fiorentina      | Firenze                     |
| Florentia S.G.  | San Gimignano (SI)          |
| Lazio           | Roma                        |
| Napoli          | Napoli                      |
| Perugia         | Perugia                     |
| Pink Sport Time | Bari                        |
| Pomigliano      | Pomigliano d'Arco (NA)      |
| Ravenna         | Ravenna                     |
| Roma            | Roma                        |
| Roma CF         | Roma                        |

#### Classifica finale
|  | Pos. | Squadra         | Pt | G  | V  | N | P  | GF | GS | DR  |
|  | ---- | --------------- | -- | -- | -- | - | -- | -- | -- | --- |
|  | 1.   | Roma            | 33 | 11 | 11 | 0 | 0  | 69 | 4  | +64 |
|  | 2.   | Florentia S.G.  | 25 | 11 | 8  | 1 | 2  | 41 | 13 | +28 |
|  | 3.   | Lazio           | 24 | 11 | 8  | 0 | 3  | 24 | 8  | +16 |
|  | 4.   | Napoli          | 23 | 11 | 7  | 2 | 2  | 24 | 9  | +15 |
|  | 5.   | Pink Sport Time | 17 | 11 | 5  | 2 | 4  | 19 | 10 | +9  |
|  | 6.   | Empoli          | 17 | 11 | 5  | 2 | 4  | 32 | 28 | +4  |
|  | 7.   | Cesena          | 16 | 11 | 5  | 1 | 5  | 16 | 21 | -5  |
|  | 8.   | Fiorentina      | 12 | 11 | 4  | 0 | 7  | 15 | 20 | -5  |
|  | 9.   | Pomigliano      | 12 | 11 | 3  | 3 | 5  | 10 | 16 | -6  |
|  | 10.  | Roma CF         | 6  | 11 | 2  | 0 | 9  | 20 | 24 | -4  |
|  | 11.  | Perugia         | 6  | 11 | 2  | 0 | 9  | 13 | 60 | -47 |
|  | 12.  | Ravenna         | 1  | 11 | 0  | 1 | 10 | 8  | 78 | -70 |

Legenda:

      Ammessa alla fase finale.
Note:

Tre punti a vittoria, uno a pareggio, zero a sconfitta.

#### Risultati
|                 | Ces  | Emp  | Fio  | Flo  | Laz  | Nap  | Per  | PST  | Pom  | Rav  | Rom  | RCF  |
| --------------- | ---- | ---- | ---- | ---- | ---- | ---- | ---- | ---- | ---- | ---- | ---- | ---- |
| Cesena          | –––– | 2-1  | 2-0  |      | 1-2  |      |      |      | 2-1  | 4-1  | 0-4  |      |
| Empoli          |      | –––– |      |      | 1-3  |      | 8-1  | 2-0  |      | 10-2 | 1-11 | 3-2  |
| Fiorentina      |      | 1-3  | –––– | 1-0  |      | 0-2  |      | 0-1  |      |      |      | 2-0  |
| Florentia S.G.  | 6-1  | 4-1  |      | –––– |      | 3-1  | 9-0  | 2-2  |      | 8-1  |      |      |
| Lazio           |      |      | 3-0  | 1-2  | –––– |      |      |      | 1-0  | 5-0  | 1-3  |      |
| Napoli          | 2-0  | 1-1  |      |      | 1-0  | –––– | 6-0  |      |      |      | 0-5  |      |
| Perugia         | 1-3  |      | 2-4  |      | 0-6  |      | –––– | 0-8  | 0-3  |      | 0-8  | 3-2  |
| Pink Sport Time | 1-1  |      |      |      | 0-1  | 1-2  |      | –––– |      | 2-0  | 0-1  |      |
| Pomigliano      |      | 1-1  | 2-0  | 0-5  |      | 0-0  |      | 0-2  | –––– |      |      | 3-2  |
| Ravenna         |      |      | 1-7  |      |      | 0-7  | 3-6  |      | 0-0  | –––– | 0-21 |      |
| Roma            |      |      | 4-0  | 5-0  |      |      |      |      | 3-0  |      | –––– | 4-2  |
| Roma CF         | 2-0  |      |      | 1-3  | 0-1  | 0-3  |      | 1-2  |      | 8-0  |      | –––– |

## Fase finale

### Quarti di finale
| Squadra 1                      | Totale | Squadra 2      | Andata | Ritorno |
| ------------------------------ | ------ | -------------- | ------ | ------- |
| 9 maggio 2021 / 16 maggio 2021 |        |                |        |         |
| Napoli                         | 1 - 13 | Juventus       | 1 - 6  | 0 - 7   |
| Sassuolo                       | 0 - 9  | Roma           | 0 - 5  | 0 - 4   |
| Lazio                          | 1 - 8  | Inter          | 1 - 6  | 0 - 2   |
| Verona                         | 2 - 4  | Florentia S.G. | 1 - 2  | 1 - 2   |

#### Andata
| Arbitro: | Ghinelli (Roma 2) |

|                |           |                                                                      |
| Errichelli 88’ | Marcatori | 42’, 68’ Beccari 44’, 54’ Pfattner 51’ (rig.) Giordano 84’ Arcangeli |

| Arbitro: | Branzoni (Mestre) |

|  |           |                                                    |
|  | Marcatori | 16’, 53’, 74’ Severini 32’ Massimino 56’ Vigliucci |

| Arbitro: | Majrani (Firenze) |

|                  |           |                                                     |
| Di Guglielmo 70’ | Marcatori | 9’ Dragoni 33’, 55’, 57’ Poli 48’ De Zen 87’ Cochis |

| Arbitro: | Aloise (Lodi) |

|            |           |                            |
| Willis 68’ | Marcatori | 34’ Bortolin 39’ Stankovic |

#### Ritorno
| Arbitro: | El Ella (Milano) |

|                                                                         |           |  |
| Talle 4’ Arcangeli 13’ Pfattner 17’, 22’ Ferrari 34’, 86’ Giachetto 36’ | Marcatori |  |

| Arbitro: | Massari (Torino) |

|                |           |  |
| Pavan 50’, 52’ | Marcatori |  |

| Arbitro: | Moretti (Cesena) |

|                           |           |                      |
| Bortolin 40’ Fancellu 90’ | Marcatori | 17’ (rig.) Casellato |

| Arbitro: | Falleni (Livorno) |

|                             |           |  |
| Tarantino Corelli Vigliucci | Marcatori |  |

### Semifinali
| Arbitro: | Paccagnella (Bologna) |

|                                                             |           |  |
| Pfattner 14’, 44’, 50’ Giordano 83’ Beccari 90’ Berti 90+1’ | Marcatori |  |

| Arbitro: | Frazza (Schio) |

|                                   |           |  |
| Tarantino 15’ Boldrini 49’ (rig.) | Marcatori |  |

### Finale terzo posto
| Arbitro: | Bazzo (Bolzano) |

|                                       |                      |                        |
| Stankovic 63’                         | Marcatori            | 7’ Fracaros            |
| Piccini Diversi Imprezzabile Giacobbo | Tiri di rigore 1 – 3 | Dragoni Catelli Parolo |

### Finale
| Arbitro: | Gagliardi (San Benedetto del Tronto) |

|  |           |                 |
|  | Marcatori | 90+5’ Tarantino |